# E se... fosse andata diversamente?
E se... fosse andata diversamente? (What If...) è un film del 2010 diretto da Dallas Jenkins. 
Pellicola fantastico/favolistica con protagonisti Kevin Sorbo, Kristy Swanson, Debby Ryan e John Ratzenberger. È il primo di un accordo per due film tra la Jenkins Entertainment e la Pure Flix Entertainment.

## Trama
Ben Walker decide di lasciare la sua fidanzata del college Wendy e la sua fede per seguire una fruttuosa opportunità di lavoro, laureandosi a pieni voti dalla Harvard Business School invece di ottenere un dottorato in teologia nel corso di architettura biblica al Moody Bible Institute.
Quindici anni dopo, Ben è diventato un mago finanziario a capo della sua compagnia, e si sta per sposare con una ragazza carina ma materialista. Quando la sua automobile si rompe mentre sta andando all'aeroporto, un burbero meccanico gli si presenta davanti, e gli dice che ha bisogno di vedere come sarebbe stata la sua vita se avesse seguito la chiamata di Dio. Improvvisamente, Ben si ritrova in una realtà alternativa sposato con Wendy e con due figlie - la adolescente ribelle Kimberly e sua sorella minore, Megan - che si prepara per la Messa di domenica mattina, dove è stato incaricato di predicare per la prima volta come nuovo pastore. Il meccanico spiega che questa è un'esperienza che Dio gli ha permesso per mostrare a Ben cosa sarebbe successo se avesse accettato la sua altra chiamata, il grande "e se...".
Se Ben vuole tornare indietro alla sua vecchia vita, deve prima imparare ad apprezzare il valore della fede e della famiglia, quindi comprendere il vero valore della vita.